# He 100戰鬥機

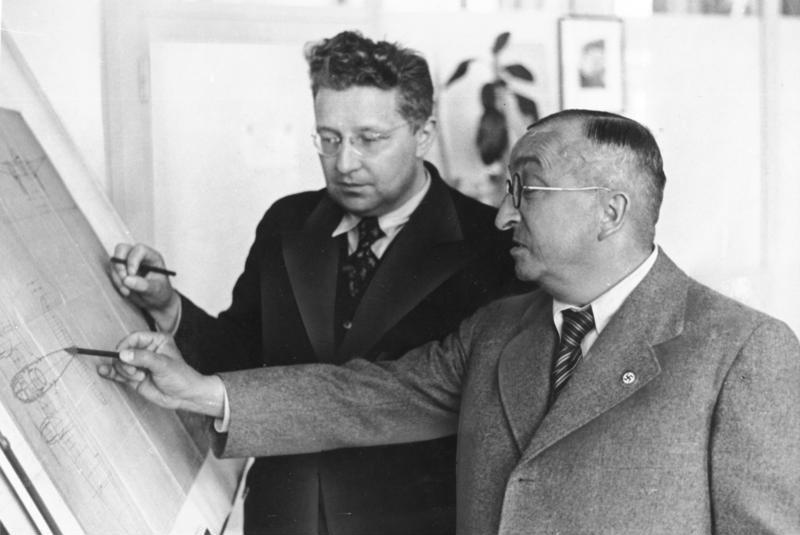
岡特兄弟是He 100的設計師

He100戰鬥機是德國亨克爾公司於二戰時為了納粹德國空軍的投標案需設計的戰鬥機，但不獲採用，最後僅為宣傳用途。設計者為岡特兄弟。

## 研發簡史

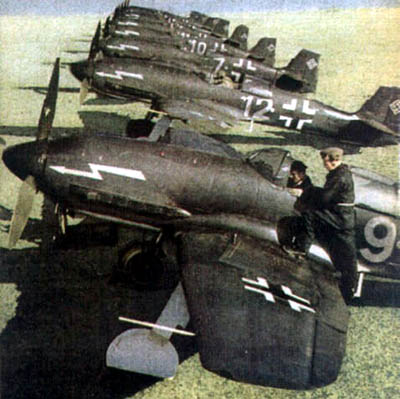
He 100戰鬥機

1933年納粹德國空軍要求有新式戰鬥機去取代舊式的He 51雙翼戰鬥機，當時有4家公司參與設計投標，最後祇剩下梅塞施密特的Bf 109戰鬥機和亨克爾的He 112戰鬥機。後來由Bf 109勝出，He 112落敗的其中原因是速度不及Bf 109和其機身以曲線構成而不利生產，1936年納粹德國空軍雖然宣佈採用Bf 109但也宣佈需要另一種比之更先進的戰鬥機，這次亨克爾吸取了He 112的教訓。原名He 113，但最後在首台原型機墜毀，忌諱西方13不祥後，選取了100作為幸運號碼成為He 100。

## 機體構造
岡特兄弟把利於生產和提高速度作為He 100的設計主旨，零件數由He 112的2,885個減少至969個。全機盡量以直線為主，當中主翼形狀放棄He 112的椭圓形而改為直線，這樣又比He 112節省工時。除此之外其主翼被分成內側的水平翼和外側略為上反的機翼，其翼展比Bf 109更短以求提高速度。起落架(包括尾輪)能完全收入機內，水平尾翼不設外部支柱(當時的Bf 109有)。發動機直接安裝於加固的前機身，省略了支架，這樣不單簡化了結構還能令它更流線形。He 100最特別的是其發動機冷卻系統，它祇有一個小型的可伸縮式散熱器用於地面起落，其餘在天空則用一個由12個小泵推動的主翼面冷卻系統，流過發動機的冷卻水是在加壓管中，這樣其水溫可達攝氏110度，當冷卻水流到主翼時是在常壓管當中，冷卻水變成水蒸汽(由於溫度已達攝氏110度)，熱量在整個主翼面消散，當水蒸汽失去熱量後又變回水再次循環，由於水蒸汽比水能帶走更多熱量，故散熱效果更好而且省略了散熱器，缺點是作為戰鬥機一旦主翼中彈，整個系統就會失效。

## 服役簡史

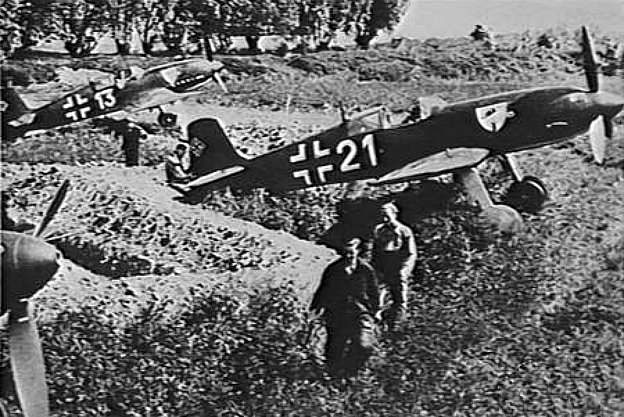
虛構的He 113戰鬥機部隊祇出現在宣傳刊物當中

1938年1月22日，He 100試飛成功，各方面都合格唯獨是穩定性不足，亨克爾為此修改了垂直尾翼的形狀由三角形改成近似長方形並加大面積。1939年3月30日改用較短翼展的He 100V-3號原型機更飛出746.6公里/小時的世界紀錄，但德國空軍對此仍不動心無下大量訂單。
He 100祇生產了25架，其中6架被賣到蘇聯，日本也曾買了3架He 100，其餘的成為亨克爾工廠的防空戰機。1940年它們又有新任務，改名為He 113去拍攝宣傳照片去刊登在報紙雜誌等各種宣傳刊物當中，目的是要欺騙英國情報部門。

## 基本資料
- 乘員:1人
- 機長:8.2米
- 翼展:9.4米
- 機高:3.6米
- 空重:1,810公斤
- 最重:2,500公斤
- 機翼面積:14.6平方米
- 最快速度:670公里/小時
- 航程:1,010公里
- 昇限:11,000米
- 發動機:DB601水冷式發動機(1,175匹馬力)
- 武裝:機頭兩挺7.92毫米口徑MG 17機槍+一挺20毫米口徑MG FF機炮

## 使用國家
- 納粹德國
- 日本
- 苏联

## 流行文化
戰爭雷霆：德國科技樹之二級戰鬥機。 搭載三挺MG 17 7.92mm機槍。

## 外部連結
- 影之傳奇--亨克爾He 100戰鬥機探秘（页面存档备份，存于）